# Bistum Masan
Das Bistum Masan (lateinisch Dioecesis Masanensis, koreanisch 천주교 마산교구) ist eine in Südkorea gelegene römisch-katholische Diözese mit Sitz in Masan. 

## Geschichte
Das Bistum Masan wurde am 15. Februar 1966 durch Papst Paul VI. mit der Apostolischen Konstitution Siquidem catholicae aus Gebietsabtretungen des Bistums Pusan errichtet und dem Erzbistum Daegu als Suffraganbistum unterstellt. Als ihr Gebiet wurden die Städte Masan, Jinju, Samcheonpho, Jinhae und Choong-mu sowie die Landkreise Jinyang, Euryeong, Changweon, Haman, Hapcheon, Keuchang, Hamyang, Sancheong, Hadong, Sacheon, Koseong, Thongyeong und Namhae definiert.

## Bischöfe von Masan
- Stephen Kim Sou-hwan, 1966–1968, dann Erzbischof von Seoul
- Joseph Byeong Hwa Chang, 1968–1988
- Michael Pak Jeong-il, 1988–2002
- Francis Xavier Ahn Myong-ok, 2002–2016
- Constantine Bae Ki Hyen, 2016–2022
- Linus Lee Seong-hyo, seit 2024